# Sinfonía n.º 5 (Haydn)

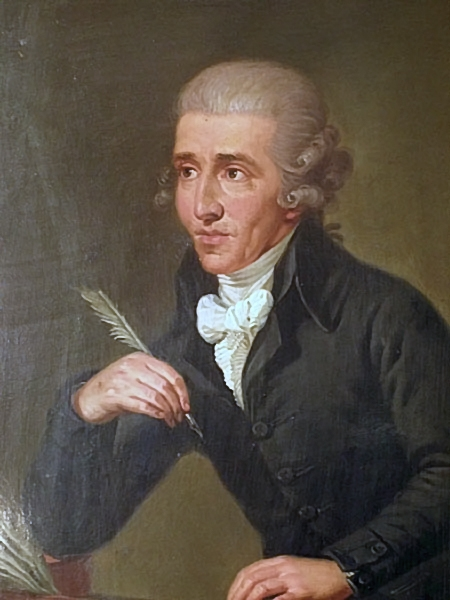
Haydn hacia 1770.

La Sinfonía n.º 5 en la mayor, Hob. I:5 fue compuesta por Joseph Haydn entre 1760 y 1761.

## Historia
La producción sinfónica del maestro austríaco puede dividirse a grandes rasgos en tres bloques temporales: el primer bloque (1757-1761) se corresponde con su periodo al servicio del conde Carl von Morzin (n.º 1 - n.º 5); el segundo bloque en la corte Esterházy (1761-1790 pero con la última sinfonía para el público de Esterházy en 1781); y el tercer bloque (1782-1795) comprende las Sinfonías de París (n.º 82 - n.º 87) y las Sinfonías de Londres (n.º 93 - n.º 104). El 1 de mayo de 1761 el compositor firmó su contrato como vice-kapellmeister (más tarde kapellmeister) de la familia Esterházy, que nominalmente duró 48 años, hasta su muerte.
La composición de esta pieza se cree que pudo desarrollarse entre 1760 y 1761, cuando el compositor tenía 29 años. En esta época Haydn trabajaba al servicio del conde Carl von Morzin en la corte de Lukavec. De hecho, esta es generalmente considerada como la última de las sinfonías de su período en Lukavec. La etapa al servicio del conde Morzin en la corte de Lukavec llegó a su fin con el inicio de tiempos de dificultades económicas para la nobleza bohemia.

## Instrumentación
La partitura está escrita para una orquesta formada por:
- Viento madera: 2 oboes, 1 fagot.
- Viento metal: 2 trompas.
- Cuerda: una sección de cuerdas con violines I y II, violas, violonchelos y contrabajos.
- Teclado: clavecín como bajo continuo.

En aquella época se solía emplear un fagot para amplificar la voz del bajo, incluso sin una notación separada. En cuanto a la participación del clavecín como bajo continuo en las sinfonías de Haydn existen diversas opiniones entre los estudiosos: James Webster se sitúa en contra; Hartmut Haenchen a favor; Jamie James en su artículo para The New York Times presenta diferentes posiciones por parte de Roy Goodman, Christopher Hogwood, H. C. Robbins Landon y James Webster). A partir de 2019 la mayor parte de las orquestas con instrumentos modernos no utiliza el clavecín como continuo. No obstante, existen grabaciones con clavecín en el bajo continuo realizadas por: Trevor Pinnock (Sturm und Drang Symphonies, Archiv, 1989-1990); Nikolaus Harnoncourt (n.º 6–8, Das Alte Werk, 1990); Sigiswald Kuijken (incluidas las Sinfonías de París y Londres; Virgin, 1988-1995); Roy Goodman (Ej. n.º 1-25, 70-78, 82-87; Hyperion, 2002).

## Estructura y análisis
La sinfonía consta de cuatro movimientos:
- I. Adagio ma non troppo, en la mayor 2
4
- II. Allegro, en la mayor 3
4
- III. Menuet – Trio, en la mayor 3
4
- IV. Presto, en la mayor 2
2

La interpretación de esta obra dura aproximadamente entre 15 y 20 minutos. Es una despedida digna de mención, tan destacable como convencional su antecesora. El compositor vuelve al entonces todavía nuevo formato de cuatro movimientos. El movimiento inicial y el trío del minueto contienen partes escritas para trompa inusualmente agudas. De entre las obras de Haydn, solamente la Sonata a tre, Hob. IV/5 y la Sinfonía n.º 51 contienen partes más difíciles. Esta obra se suele emparejar con la Sinfonía n.º 11 dado que ambas responden a la forma de la sonata da chiesa y cuentan con Finales escritos en un compás fuera del habitual de esa época que era el 3/8.

### I.Adagio ma non troppo
El primer movimiento, Adagio ma non troppo, está escrito en la tonalidad de la mayor, en compás de 2/4 y sigue la forma sonata. Al comenzar con un Adagio, algunos estudiosos han considerado que pertenece a la tradición de la sonata da chiesa. Haydn retomaría esta práctica bien entrada la mitad de su producción, con un resultado siempre muy profundo y misterioso. El término "Adagio", a diferencia de "Andante", siempre ha conllevado una evocación de significados y sentimientos más profundos, alcanzando su cima en las sinfonías de Anton Bruckner. Este atípico movimiento presenta una escritura asombrosamente aguda para las trompas, curvada en la.

### II.Allegro
El segundo movimiento, Allegro, está en la mayor, en compás de 3/4 y responde a una forma sonata. La ensoñación anterior contrasta con este movimiento que es tenso e impulsado por el bajo.

### III.Menuet – Trio
El tercer movimiento, Menuet – Trio, está en la mayor, en compás de 3/4 y adopta una forma ternaria de minueto con trío. El minueto y trío se apoyan de nuevo en el virtuosismo de las trompas.

### IV.Presto
El cuarto y último movimiento, Presto, retoma la tonalidad inicial, el compás es alla breve y sigue la forma sonata. El Finale comparte espíritu con el segundo movimiento, ya que presenta un carácter nervioso, animado y es conducido por unas atléticas líneas de bajo.